# 16719 Mizokami
16719 Mizokami è un asteroide della fascia principale. Scoperto nel 1995, presenta un'orbita caratterizzata da un semiasse maggiore pari a 3,1052526 UA e da un'eccentricità di 0,1776237, inclinata di 2,42079° rispetto all'eclittica.